# グランド・ファンク・レイルロード登場
『 グランド・ファンク・レイルロード登場 (原題: On Time) 』は1969年8月にキャピトル・レコードからリリースされた グランド・ファンク・レイルロードの1st アルバム。レコーディングは1969年に行われプロデューサーはテリー・ナイトが担当。
最初のシングル「Time Machine」は米シングル・チャートでTop 50に食い入るなど、見事なデビューとなった。成功を収めた2nd アルバムの『グランド・ファンク』(通称、レッド・アルバム) に伴い、このアルバムも売れ行きが伸び、1970年にはRIAA Gold Discに認定された。そしてバンドにとって RIAA Gold Record Awards に認定された4枚の内の1枚にもなっている。
アルバム制作に関しては、初期のハード・ロック・バンドのスタイルを構築した形になっていて、ギター・アンサンブルにおいて強烈な低域が轟くベース・ギターが特徴にもなっていて、他のどの楽器よりも大きいバランスでミキシングされ、ギターもそれ以上に刺激的なミキシングが行われていたため、彼らのサウンドは特異性を持って受け入れられた経緯もある。轟く低域と切り裂くようなギターがバンドの重要なキャラクター付けにもなった1st アルバムである。

## 収録曲
| #   | タイトル                | 作詞・作曲  | 時間 |
| --- | ----------------------- | ----------- | ---- |
| 1.  | 「Are You Ready?」      | Mark Farner | 3:28 |
| 2.  | 「Anybody's Answer」    | Mark Farner | 5:17 |
| 3.  | 「Time Machine」        | Mark Farner | 3:45 |
| 4.  | 「High on a Horse」     | Mark Farner | 2:56 |
| 5.  | 「T.N.U.C.」            | Mark Farner | 8:42 |
| 6.  | 「Into the Sun」        | Mark Farner | 6:29 |
| 7.  | 「Heartbreaker」        | Mark Farner | 6:35 |
| 8.  | 「Call Yourself a Man」 | Mark Farner | 3:05 |
| 9.  | 「Can't Be Too Long」   | Mark Farner | 6:34 |
| 10. | 「Ups and Downs」       | Mark Farner | 5:01 |

| #   | タイトル                              | 作詞・作曲  | 時間 |
| --- | ------------------------------------- | ----------- | ---- |
| 11. | 「High On A Horse」(original version) | Mark Farner | 4:25 |
| 12. | 「Heartbreaker」(original version)    | Mark Farner | 6:52 |

## レコーディング・メンバー
- ドン・ブリューワー / Don Brewer (Drums, Lead Vocals)
- マーク・ファーナー / Mark Farner (Guitars, Lead Vocals)
- メル・サッチャー / Mel Schacher (Bass Guitar)

## スタッフ
- Produced by Terry Knight